# Listă de localități din raionul Rezina
Această listă conține satele și orașele din raionul Rezina, Republica Moldova.
| Denumire           | oraș / centru de comună / sat  |
| ------------------ | ------------------------------ |
| Boșernița          | sat în Rezina                  |
| Buciușca           | sat în comuna Saharna Nouă     |
| Bușăuca            | sat (comună)                   |
| Cinișeuți          | sat (comună)                   |
| Ciorna             | sat în Rezina                  |
| Cogîlniceni        | sat (comună)                   |
| Cuizăuca           | sat (comună)                   |
| Echimăuți          | sat (comună)                   |
| Ghiduleni          | centru de comună               |
| Gordinești         | sat (comună)                   |
| Horodiște          | centru de comună               |
| Ignăței            | sat (comună)                   |
| Lalova             | centru de comună               |
| Lipceni            | sat (comună)                   |
| Mateuți            | sat (comună)                   |
| Meșeni             | sat (comună)                   |
| Mincenii de Jos    | centru de comună               |
| Mincenii de Sus    | sat în comuna Mincenii de Jos  |
| Nistreni           | sat în comuna Lalova           |
| Otac               | sat (comună)                   |
| Păpăuți            | sat (comună)                   |
| Peciște            | sat (comună)                   |
| Pereni             | centru de comună               |
| Piscărești         | sat în comuna Sîrcova          |
| Pripiceni-Curchi   | sat în comuna Pripiceni-Răzeși |
| Pripiceni-Răzeși   | centru de comună               |
| Rezina             | oraș, reședință de raion       |
| Roșcani            | sat în comuna Pereni           |
| Roșcanii de Jos    | sat în comuna Ghiduleni        |
| Roșcanii de Sus    | sat în comuna Ghiduleni        |
| Saharna            | sat în comuna Saharna Nouă     |
| Saharna Nouă       | centru de comună               |
| Sîrcova            | centru de comună               |
| Slobozia-Horodiște | sat în comuna Horodiște        |
| Solonceni          | centru de comună               |
| Stohnaia           | sat în Rezina                  |
| Tarasova           | sat în comuna Solonceni        |
| Trifești           | sat (comună)                   |
| Țahnăuți           | sat în comuna Țareuca          |
| Țareuca            | centru de comună               |
| Țipova             | sat în comuna Lalova           |